# 湖北省卫生健康委员会
湖北省卫生健康委员会，简称湖北省卫健委，是中华人民共和国湖北省人民政府主管卫生医疗工作的组成部门。

## 沿革
2018年10月，根据《湖北省机构改革方案》和《中共湖北省委、湖北省人民政府关于湖北省省级机构改革的实施意见》，整合了原省卫生和计划生育委员会、省深化医药卫生体制改革领导小组办公室、省老龄工作委员会办公室的职责，以及省安全生产监督管理局的职业安全健康监督管理职责等，为湖北省人民政府组成部门。
2018年11月16日上午9时，湖北省卫生健康委员会正式挂牌。

## 机构设置
湖北省卫生健康委员会下设：

### 内设机构
- 办公室
- 人事处
- 规划发展与信息化处
- 财务处
- 政策法规处
- 体制改革处
- 健康湖北建设办公室（省爱国卫生运动委员会办公室、省血吸虫病防治领导小组办公室）
- 疾病预防控制处
- 医政医管处
- 基层卫生健康处
- 卫生应急办公室（突发公共卫生事件应急指挥中心，省国防动员委员会医疗卫生办公室）
- 科技教育处
- 综合监督处
- 药物政策与基本药物制度处（省公费医疗管理委员会办公室）
- 食品安全标准与监测评估处
- 老龄健康处
- 妇幼健康处
- 中医药综合处（省中医药管理局）
- 中医药医政管理处
- 职业健康处
- 人口监测与家庭发展处
- 宣传处
- 对外交流合作处
- 省委保健委员会办公室
- 机关党委
- 离退休干部处

### 直属事业单位
- 机关后勤服务中心
- 装备中心
- 湖北省卫生计生信息中心

## 历任领导
| 主任 - 刘英姿（2018年11月－2020年2月） - 王贺胜（2020年2月－2020年7月，国家卫生健康委员会副主任、湖北省委常委兼） - 涂远超（2020年7月－2023年1月） - 陈红辉（2023年3月-－2024年12月） - 王云甫（2025年2月－） 副主任 - 涂明珍（2018年11月－2021年5月） - 柳东如（2018年11月－） - 涂远超（2018年11月－2020年7月） - 朱惠民（2018年11月－？） - 张定宇（2020年4月－） - 李向东（2020年12月－2022年3月） - 邓小川（2021年5月－） | 党组书记 - 张晋（2018年11月－2020年2月） - 王贺胜（2020年2月－2021年4月） - 涂远超（2021年5月－2023年1月） - 陈红辉（2023年3月-－2024年12月） - 王云甫（2025年2月－） 党组成员 - 涂明珍（2018年11月－2021年5月） - 柳东如（2018年11月－） - 涂远超（2018年11月－2020年7月） - 朱惠民（2018年11月－？） - 李向东（2018年11月－2022年3月） - 洪领先（2019年12月－） - 张定宇（2020年4月－） - 邓小川（2021年5月－） |